# José Ángel Moreno
José Ángel Moreno (Sevilla, España, 19 de septiembre de 1953) es un exentrenador de fútbol español retirado en el año 2011 tras abandonar la disciplina de la A. D. Ceuta.

## Carrera deportiva
Como jugador perteneció varios años a los escalafones inferiores del Sevilla FC, Revilla CF y CD Alcalá.
El técnico sevillano empezó de entrenador en equipos modestos: CD Don Bosco, Osuna Bote Club y Ubrique Industrial; firma contrato profesional con la UD Carolinense y Atlético Palma del Río; posteriormente dirige a los juveniles del Real Betis Balompié, con quien se proclama campeón de España en 1983; también dirigió a los segundos equipos de Real Betis y Sevilla FC y al Xerez CD, Almería CF, Écija Balompié, Polideportivo Almería, Granada CF y Algeciras CF. Desde la temporada 2003/04 hasta final de 2009 estuvo vinculado al Levante UD. Fue director técnico de las categorías inferiores del Levante UD y dirigió durante años a su filial hasta que se hizo cargo del primer equipo tras la marcha de Gianni De Biasi. En la temporada 2010/11 fue entrenador de la AD Ceuta.

## Clubes como entrenador
| Club                                        | País   | Año       |
| ------------------------------------------- | ------ | --------- |
| Real Betis Balompié (categorías inferiores) | España | 1980-1986 |
| At. Palma del Río                           | España | 1986-1988 |
| Sevilla Atlético                            | España | 1988-1994 |
| Xerez CD                                    | España | 1995-1996 |
| Almería CF                                  | España | 1996-1997 |
| Écija Balompié                              | España | 1998-1999 |
| Polideportivo Almería                       | España | 1999-2000 |
| Granada CF                                  | España | 2000-2001 |
| Algeciras CF                                | España | 2001-2002 |
| Levante UD B                                | España | 2003-2006 |
| Levante UD                                  | España | 2008      |
| A.D. Ceuta                                  | España | 2011      |